# Ergersheim, Bayern
Ergersheim là một đô thị ở huyện Neustadt an der Aisch-Bad Windsheim bang Bayern thuộc nước Đức.

## Twin town
- Ergersheim, Bas-Rhin